# ダイヤルキューネットワーク
株式会社ダイヤルキューネットワーク（Dial Q network）は、かつて（1989年～1991年）存在した情報通信会社。NTTが1989年より新たに開始したダイヤルQ2サービスを利用し、NTT公衆回線を経由して音声や画像の情報料金の課金情報サービスをおこなったコンテンツプロバイダー。

## 概要
大阪のベンチャー企業、株式会社リョーマのメンバーや現役大学生が中心になって設立された同社は、設立後1年ほどで年商十億円超、社員数60名超の企業となり、当時の多くのマスコミで取り沙汰された。
音声情報サービスのQネットセンター、FAXによる画像情報サービスのFAX　Qネットセンター、音声ボードを介した混線電話サービス（いわゆるパーティーライン）テレホンパーティ、オープン型の伝言交換サービス伝言ボーイ等の課金サービスを運営していた。
同社サービス開始後ほどなく、多くのダイヤルQ2サービスは利用する青少年の不健全性的行為の温床となり、悪徳事業者も乱立した。また利用者への高額の料金請求、などが国会で取り上げられるなど社会問題化した。
その後のNTT自身による事業者向け規制の影響をうけ、同社の経営状況は悪化し1991年4月に事実上破綻した。その後徳間書店による受け皿法人徳間インテリジェンスネットワークに全事業が譲渡された。
ダイヤルキューネットワークは学生企業ブームの走りであり、後のITブームで成功した多くの起業家を輩出した。

## 沿革
- 1989年9月 東京都品川区にて設立
サービスイン当初、テスト的に個人法人を対象に東京にてダイヤルQ2サービス用100回線の募集が行われた（一名義2回線上限）。その際に創業メンバーが全国に点在する大学生を使い個人にて申し込みを行い、初期に開放されたダイヤルQ2回線の過半数をおさえることが出来た。この回線の権利を譲渡する先の事業法人として1989年9月、同社が設立された。
- 1989年12月 Qネットセンター東京、テレホンパーティ（東京）サービス開始
- 1990年3月 Qネットセンター大阪、テレホンパーティ（大阪）サービス開始（その後、名古屋・福岡・北海道で支店・事業展開）
- 1990年11月 FAX Qネットセンターサービス開始
- 1991年4月 経営破綻
- 1991年6月 徳間書店・大映を中心とする徳間事業団各社の出資による受け皿法人徳間インテリジェンスネットワークに全事業を譲渡

## 役員
- 玉置真理 - ザッパラス代表取締役会長兼社長
- 真田哲弥 - KLab 取締役会長
- 西山裕之 - GMOインターネットグループ 取締役副社長
- 山下伸一郎 -元 サイバードホールディングス執行役員
- 佐藤修 - マスターピース・グループ代表取締役会長
- 杉山全功 - 元 enish代表取締役社長